# Club Puebla
Il Club Puebla, sino al maggio 2016 Puebla Fútbol Club, è una società calcistica messicana, con sede a Puebla. Milita nella Primera División de México, la massima serie del calcio messicano.

## Palmarès

### Competizioni nazionali
- Campionato messicano di calcio: 2

1982-1983, 1989-1990
- Coppa del Messico: 5

1945, 1953, 1988, 1990, Clausura 2015
- Supercoppe del Messico: 1

1990
- Supercopa MX: 1

2015

### Competizioni internazionali
- CONCACAF Champions' Cup: 1

1991

### Altri piazzamenti
- Campionato messicano:

Secondo posto: 1944-1945, 1991-1992
Terzo posto: 1945-1946, 1953-1954
- Copa México:

Finalista: 1971-1972, Apertura 2014
Semifinalista: 1946-1947, 1955-1956
Terzo posto: 1951-1952
- Supercoppa del Messico:

Finalista: 1945, 1953, 1988
- Coppa Interamericana:

Finalista: 1992
- SuperLiga nordamericana:

Semifinalista: 2010

## Organico

### Rosa 2024-2025
| N. |                     | Ruolo | Calciatore        |
| -- | ------------------- | ----- | ----------------- |
| 2  | Brasile (bandiera)  | D     | Gustavo Ferrareis |
| 3  | Paraguay (bandiera) | C     | Sebastián Olmedo  |
| 4  | Messico (bandiera)  | D     | Efraín Orona      |
| 5  | Messico (bandiera)  | C     | Diego de Buen     |
| 6  | Messico (bandiera)  | C     | Pablo González    |
| 7  | Messico (bandiera)  | C     | Daniel Álvarez    |
| 8  | Messico (bandiera)  | C     | Luis García       |
| 9  | Canada (bandiera)   | A     | Lucas Cavallini   |
| 10 | Messico (bandiera)  | C     | Jair González     |
| 11 | Uruguay (bandiera)  | A     | Emiliano Gómez    |
| 12 | Messico (bandiera)  | C     | Raúl Castillo     |
| 13 | Messico (bandiera)  | D     | Ivo Vázquez       |
| 14 | Messico (bandiera)  | D     | Jesús Rivas       |
| 15 | Uruguay (bandiera)  | C     | Facundo Waller    |

| N.  |                     | Ruolo | Calciatore       |
| --- | ------------------- | ----- | ---------------- |
| 16  | Messico (bandiera)  | C     | Alberto Herrera  |
| 17  | Uruguay (bandiera)  | D     | Emanuel Gularte  |
| 19  | Messico (bandiera)  | A     | Ángel Robles     |
| 20  | Colombia (bandiera) | C     | Kevin Velasco    |
| 22  | Messico (bandiera)  | A     | Rafael Durán     |
| 24  | Colombia (bandiera) | C     | Luis Quiñones    |
| 25  | Messico (bandiera)  | P     | Miguel Jiménez   |
| 26  | Colombia (bandiera) | D     | Brayan Angulo    |
| 29  | Messico (bandiera)  | A     | Emiliano García  |
| 30  | Messico (bandiera)  | P     | Jesús Rodríguez  |
| 31  | Messico (bandiera)  | P     | Juan Pablo Gómez |
| 33  | Messico (bandiera)  | D     | Jorge Rodríguez  |
| 204 | Messico (bandiera)  | D     | José Pachuca     |

### Rose delle stagioni passate
- stagione 2012-2013
- stagione 2015-2016
- stagione 2016-2017